# Mnesithea
Mnesithea es un género de plantas herbáceas de la familia de las poáceas. Es originario de India y Ceilán.
Están excluidos los géneros Hackelochloa, Heteropholis, Coelorachis.

## Etimología
El nombre del género fue otorgado en honor de Mnesitheus, antiguo herborista griego.

## Especies
| - Mnesithea afraurita - Mnesithea annua - Mnesithea aurita - Mnesithea balansae - Mnesithea benoistii - Mnesithea cancellata - Mnesithea capensis - Mnesithea clarkei - Mnesithea cylindrica - Mnesithea exaltata - Mnesithea formosa - Mnesithea geminata - Mnesithea glandulosa - Mnesithea granularis | - Mnesithea helferi - Mnesithea impressa - Mnesithea khasiana - Mnesithea laevis - Mnesithea laevispica - Mnesithea lepidura - Mnesithea merguensis - Mnesithea mollicoma - Mnesithea nigrescens - Mnesithea parodiana - Mnesithea perforata - Mnesithea pilosa - Mnesithea pubescens | - Mnesithea pulcherrima - Mnesithea ramosa - Mnesithea rottboellioides - Mnesithea rugosa - Mnesithea rupincola - Mnesithea selloana - Mnesithea striata - Mnesithea subgibbosa - Mnesithea sulcata - Mnesithea tessellata - Mnesithea triflora - Mnesithea tuberculosa - Mnesithea veldkampii |